# إسكيورديس
إسكيورديس (بالفرنسية: Esquerdes)‏ هي بلدية تقع في إقليم باد كاليه من منطقة نور با دو كاليه في شمال فرنسا. تبلغ مساحة هذه المدينة 9.4 (كم²)، وترتفع عن سطح البحر 45 م، يبلغ عدد سكانها 1620 نسمة حسب إحصاء المعهد الوطني للإحصاء والدراسات الاقتصادية سنة 2009 م. وترأس Gilbert Chiquet البلدية خلال فترة (2008-2014).